# معركة سوثول
جرت أحداث هذه المعركة (جزء من حرب يوغرطة) خلال حملة ألبينوس (110ق. م) ب سوثول (قالمة) بين قوات الملك يوغرطةوأولوس شقيق ألبينوس إنتهت بإنتصار يوغرطة وإجلاء القوات الرومانية من الأراضي النوميدية.
جدد ألبينوس الأعمال الحربية وسارع لنقل المؤن لإفريقيا والمال لدفع الرواتب للجنود وإنطلق على الفور راغبا بالسلاح أو بالإستسلام إنهاء الحرب قبل الإنتخابات التي إقترب موعدها، يوغرطة على العكس من ذلك حاول حسب الوقت مخترعا ذريعة تلو الأخرى وفسح المجال لهجوم القنصل وبعد ذلك حتى لايفقد جنوده شجعاتهم هاجمهم بدوره، وهكذا يحير القنصل بسبب تأخيرات الحرب والآن بسبب تأخيرات السلام ولما إقترب موعد الإنتخابات أبحر ألبينوس إلى روما تاركا شقيقه أولوس مسؤولا عن المعسكر.
كان التنافس شديدا في الكومنولث الروماني بسبب الإنقسامات والمعارضة الأمر الذي أعاق إنتخابات العام بأكمله، بسبب هذا التأخير أولوس الذي كان مسؤولا عن المعسكر كان ملهما على أمل إنهاء الحرب أو إجبار الملك على رشوة بسبب الخوف من جيشه، لذلك إستدعى الجنود في شهر يناير من أماكنهم الشتوية للخدمة الفعلية في الميدان وساروا بالرغم من قسوة فصل الشتاء حتى وصولو لمدينة سوثول حيث تم حفظ كنز الملك، لم يستطع أن يحاصرها بسبب سوء الأحوال الجوية وقوة دفاعاتها كانت محاطة بالجدران التي تم بناؤها على حافة منحدر شديد، كان سهلا موحلا بسبب الأمطار الشتوية ومع ذلك إما بخدعة من أجل إخافة الملك أو لأنه أعمته الرغبة في الإستيلاء على المدينة من أجل كنوزها، رفع الرفوف وبنى تلا وسرعان ماقام بالتحضيرات الأخرى للهجوم، ومع ذلك كان يوغرطة يدرك جهل أولوس وإستغل ذلك الجهل بإرسال مبعوثين ملائمين بينما هو نفسه كان يحاول تجنب المواجهة قاد جيشه عبر المسارات الخشبية أخيرا من خلال التمسك الإتفاق حث أولوس على مغادرة سوثول ومتابعته في التراجع المزعوم للمناطق النائية، كان في هذه الأثناء كان يوغرطة يعمل على مهاجمة الجيش الروماني من خلال مبعوثيه رشى قادة سلاح الفرسان للهروب أو التخلي عن مواقعهم عند إشارة معينة.
بعد أن تم ترتيب الأمور كما خطط الملك في جوف الليل أحاط فجأة معسكر أولوس بحشد من النوميديين خاف الجنود روما من هذه الإضطرابات الغير عادية بعضهم حملوا أسلحتهم والبعض الآخر إختبئ ساد الذعر في المعسكر بأكمله كانت القوات النوميدية كبيرة والظلام حالكا والخطر في كل مكان مهما كان المسار الذي سلكوه، ثم من بين أولئك الذين تلقوا رشوة توجهت مجموعة من الليغوريين مع سربين من التارقيين وقليل من الجنود إلى الملك بينما أعطى قائد الفيلق الثالث فرصة للنوميديين لدخول الجزء المحصن الذي تم تعيينه لحراسته، وهناك إقتحم النوميديين المكان وقتلوا عدد كبير من الجنود وهرب الآخرون أو إستسلموا تم نهب المخيم عن آخره، ثم في اليوم التالي عقد يوغرطة مؤتمرا مع أولوس قال إن الجنرال وجيشه تحت رحمة السيف ومع ذلك إذا عقد أولوس معاهدة معه فسيتم الإفراج عنهم بشرط أن يغادر أولوس نوميديا في عشرة أيام، على الرغم أن الظروف كانت صعبة ومهينة ولكن لأنها قدمت مقابل الخوف من الموت تم قبول السلام بشروط الملك.
عندما وصلت أنباء هذه الكارثة إلى روما إستولى الخوف والحزن على الجميع، البعض حزن على مجد الإمبراطورية والبعض الآخر خاف على حريته، جميع رجال الحرب كانوا ساخطين على أولوس لأنه بحمل السلاح بين يديه سعى للأمان بالعار بدلا من القتال، لذلك قام القنصل ألبينوس خوفا من الخزي والعار بسبب سلوك أخيه بطرح مسألة المعاهدة أمام مجلس الشيوخ لكنه في هذه الأثناء سجل تعزيزات من الشعوب الحليفة، قرر مجلس الشيوخ أنه لاتوجد معاهدة يمكن أن تكون ملزمة بدون أمره وأمر الشعب كما كان متوقعا، منعت القبائل التي أرسلت قواتها ألبينوس من رفعها لكن في غضون أيام قليلة رحل لإفريقيا لأن الجيش كله إنسحب من نوميديا حسب الإتفاق وكان يقضي الشتاء في تلك المقاطعة، ولكن على الرغم من أن ألبينوس كان حريصا على ملاحقة يوغرطة والتكفير عن هزيمة وعار أخيه، ومع ذلك كان يعرف جنوده الذين أصيبوا بالإحباط والضعف ليس بسبب هزيمتهم فحسب بل بسبب الرخصة والفجور الناجمين عن الكسل والتراخي فقد قرر أنه لم يكن في وضع جيد لإتخاذ أي خطوة.